# Rudolf Criegee
Rudolf Criegee (* 23. Mai 1902 in Düsseldorf; † 7. November 1975 in Karlsruhe) war ein deutscher organischer Chemiker.

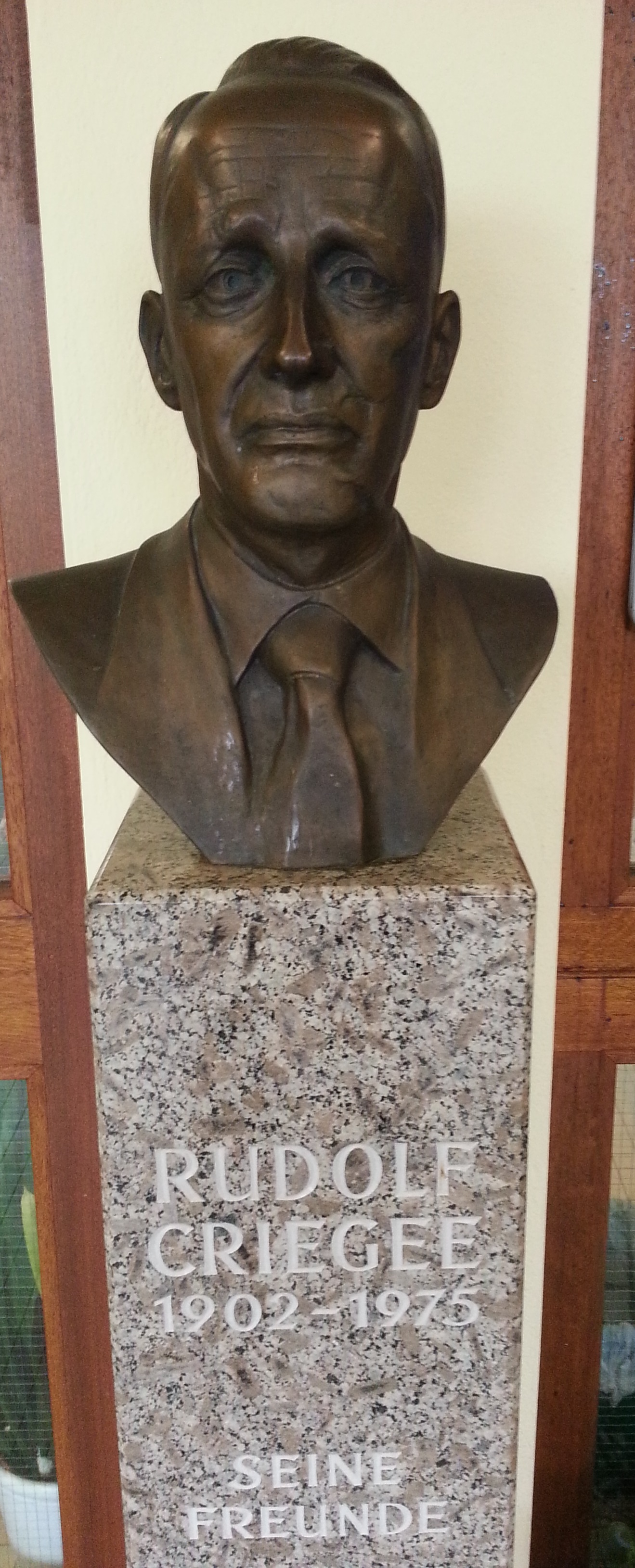
Rudolf Criegee

## Leben und Werk
Criegees Elternhaus war wohlhabend, sein Vater arbeitete als Gerichtsdirektor. Die Familie Criegee war nationalliberal eingestellt, preußisch und evangelisch, was Rudolf Criegee als großes Glück empfand. Seine Kindheit wurde durch den Ersten Weltkrieg beendet, schon im März 1915 starb sein ältester Bruder an der Westfront, ein zweiter Bruder wurde im Sommer 1916 schwer verletzt. Criegee selbst wurde zu Ende des Krieges noch als Jungmann eingezogen.
Nach den Wirren der Nachkriegszeit, in der er bei einem Freikorps diente, und dem bestandenen Abitur immatrikulierte er sich im Sommersemester 1920 an der Universität Tübingen im Fach Chemie. Nach vier Semestern und mäßigem Studienerfolg, aber den Erfahrungen aus seiner Burschenschaft Germania Tübingen und von zwölf Mensuren wechselte Criegee an die Universität Greifswald. Dort blieb er drei Semester und legte sein erstes Examen ab, danach ging er an die Universität Würzburg und promovierte im Dezember 1925 bei Otto Dimroth mit einer Arbeit über Acridiniumsalze. Durch den Tod seines Vaters 1926 und eine schwere Erkrankung der Mutter, sie starb 1932, erlitt er schwere Schläge. Criegee blieb in Würzburg und 1930 habilitierte er sich mit einer Arbeit über die „Oxydation ungesättigter Kohlenwasserstoffe mit Blei(IV)-Salzen“.
Bereits 1928 hat Rudolf Criegee seine ehemalige Kommilitonin Marianne Henze geheiratet. 1932 wechselte er an die Universität Marburg, wo er eine Oberassistentenstelle bei Hans Meerwein erhielt. Im November 1933 unterzeichnete er das Bekenntnis der deutschen Professoren zu Adolf Hitler. 1937 bekam er ein Extraordinariat an der Technischen Hochschule Karlsruhe, jedoch wurde seine Arbeit durch den Zweiten Weltkrieg und die zweimalige Einberufung zum Wehrdienst immer wieder unterbrochen. Im Sommer 1942 wurde er an der Ostfront schwer verletzt, auch starb am 10. Februar seine Frau. Criegee wurde für die Forschung freigestellt, das Institut wurde aber schon im Sommer 1944 durch Bomben zerstört; im Dezember heiratete er erneut.
Während des Wiederaufbaus lehnte er mehrere Rufe an andere Universitäten ab und wurde 1947 zum ordentlichen Professor berufen, ab 1949 leite er das Institut für organische Chemie. Rudolf Criegee lehnte auch weiterhin alle Rufe an andere Universitäten ab. Das neue Gebäude, in dem sich das Institut seit 1966 befand, entstand unter seiner Führung. Auch nach seiner 1969 erfolgten Emeritierung forschte Criegee bis zu seinem Tod am 7. November 1975 weiter.
In seinen wissenschaftlichen Arbeiten beschäftigte er sich überwiegend mit Oxidationsvorgängen organischer Verbindungen, wobei er als Oxidationsmittel Bleitetraacetat und Osmiumtetroxid verwendete. Die Criegee-Glycolspaltung mit Bleitetraacetat ist nach ihm benannt und von Bedeutung in der Zuckerchemie. Ein Schwerpunkt bildete die Untersuchung der Autooxidation von ungesättigten cyclischen Kohlenwasserstoffen zu Peroxiden.
Zu seinen großen Leistungen gehörte auch die Aufklärung des Mechanismus der Ozonolyse (1949) unter Bildung von Ozoniden. Das Criegee-Intermediat und die Criegee-Umlagerung sind nach ihm benannt. Unabhängig von Robert B. Woodward und Roald Hoffmann (Woodward-Hoffmann-Regeln) hatte er sich in diesem Zusammenhang mit zyklischen Reaktionen und Umlagerungen beschäftigt und war zu ähnlichen Erkenntnissen wie Woodward und Hoffmann gekommen, ohne diese zeitgerecht zu veröffentlichen.
In den letzten Jahren seiner wissenschaftlichen Tätigkeit untersuchte er die Chemie der kleinen Kohlenstoffringe, insbesondere Cyclobutadien und dessen Derivate.

## Auszeichnungen
- Träger der Emil-Fischer-Medaille der Gesellschaft Deutscher Chemiker (1960)
- Ehrendoktorwürde der Universität Gießen (1967) und der Universität München (1972)

## Mitgliedschaften
- Bayerische Akademie der Wissenschaften (1962)
- Heidelberger Akademie der Wissenschaften (1955)
- Leopoldina (1968)
- Ehrenmitglied der New York Academy of Sciences (1966)

## Werke
- Die Einwirkung von Acridiniumsalzen auf kupplungsfähige Substanzen. Dissertation. Univ. Würzburg, 1925.
- Oxydation ungesättigter Kohlenwasserstoffe mit Blei(4)salzen. In: Liebigs Ann. Chem. 481, 1930, S. 263–302. doi:10.1002/jlac.19304810117
- Die Umlagerung der Dekalin-peroxydester als Folge von kationischem Sauerstoff. In: Liebigs Ann. Chem. 560, 1948, S. 127. doi:10.1002/jlac.19485600106
- mit G. Schröder: Ein kristallisiertes Primärozonid. In: Chem. Ber. 93, 1960, S. 689. doi:10.1002/cber.19600930323
- Mechanismus  der  Ozonolyse. In: Angew. Chem. 87, 1975, S. 765. doi:10.1002/ange.19750872104; Angew. Chem.,Int. Ed. Engl. 14, 1975, S. 745. doi:10.1002/anie.197507451